# 雨が降る
「雨が降る」（あめがふる）は、坂本真綾の16作目のシングル。 2008年10月29日にflying DOGから発売された。

## 概要
- 前作「トライアングラー」から半年ぶりとなる楽曲で、テレビアニメ『鉄のラインバレル』エンディングテーマとして採用されている。作詞は坂本本人、作曲はかの香織が担当している。
- カップリングのタイトルになる「プラリネ」とは、ナッツ類に砂糖と水を加えて火にかけたもので、ケーキ等の飾りによく使用される。
- 作曲のかの、山沢共に坂本とは初のコラボレートとなる。
- 4曲目には、「プラリネ」をボーカルとピアノのみでアレンジした「プラリネ（1+1）」が収録されている。
- 累計出荷枚数は2.1万枚。

## 収録曲
全作詞：坂本真綾
1. 雨が降る [5:20] 
作曲：かの香織、編曲：斎藤ネコ
  - 中部日本放送・TBS系アニメ『鉄のラインバレル』エンディングテーマ
2. プラリネ [5:13] 
作曲：山沢大洋、編曲：武藤星児
3. 雨が降る -without maaya-
4. プラリネ（1+1）
ピアノ演奏：泰輝
  - 2曲目「プラリネ」のボーカルとピアノのみのアレンジとなっている。

## カバー
雨が降る
- TRUSTRICK - トリビュートアルバム『REQUEST』（2015年4月22日発売）に収録